# Josef Wolkerstorfer
Josef Wolkerstorfer, auch Sepp Wolkerstorfer (* 1. September 1905 in Linz, Österreich-Ungarn; † 20. Mai 1990 in Linz, Österreich) war ein österreichischer Hutmacher, Unternehmer und Politiker (NSDAP). Er war von 1938 bis 1940 Bürgermeister bzw. Oberbürgermeister der Stadt Linz.

## Leben
Nach der Hutmacherlehre mit Meisterprüfung führte Wolkerstorfer in Linz eine Werkstätte und ein Herrenmodegeschäft an der Landstraße. Am 1. Mai 1933 trat er der NSDAP (Mitgliedsnummer 1.610.219) in Linz bei und organisierte nationalsozialistische Kundgebungen; 1935 bis 1938 war er illegaler Kreisleiter der NSDAP Linz.
Nach der Machtübernahme der Nationalsozialisten im März 1938 wurde der bisherige christlichsoziale Linzer Bürgermeister Wilhelm Bock von den Nationalsozialisten abgesetzt und Sepp Wolkerstorfer als Stadtoberhaupt eingesetzt. Zum 12. März 1938 trat Wolkersdorfer außerdem der SS bei (SS-Nummer 308.204) und wurde Mitglied einiger Aufsichtsräte bzw. Vorstände öffentlicher Unternehmen (ESG, Linzer Lokalbahn etc.).
im Dezember 1939 wurde er als Oberbürgermeister abgesetzt und 1940 Leopold Sturma eingesetzt, dessen Stellvertreter er noch bis 1941 blieb. 1941 wurde er stellvertretender Direktor und Prokurist der Reichswerke Hermann Göring.
Nach Kriegsende wurde er von den Alliierten interniert und es kam zu mehreren Verfahren und auch zur Verurteilung Wolkerstorfers wegen Hochverrats im Jahr 1948. In späteren Jahren war er als Weinhändler und Weinhausbesitzer tätig.